# SG Robur Zittau

Logo der BSG Robur

Logo der BSG Motor Robur

Die SG Robur Zittau ist ein deutscher Sportverein aus Zittau im Landkreis Görlitz.

## Geschichte
Erste Aktivitäten zur Gründung einer Zittauer Sportgemeinschaft für alle Sportarten erfolgten nach dem Zweiten Weltkrieg im Jahr 1945. 1946 wurde der Arbeitersportverein Zittau ins Leben gerufen und daraus 1948 die SG Zittau gegründet. 1950 wechselt man zum Namen Lok Zittau, 1952 zu SG Handwerk Zittau und 1954 zu Fortschritt Zittau. 1956 erfolgt mit Motor Zittau eine endgültig Findung des Trägerbetriebes, wobei 1971 noch auf Motor Robur Zittau und 1980 auf Robur Zittau verfeinert wird. 1990 trennte sich die Fußballabteilung von Robur und gründete mit dem VfB Zittau einen eigenen Verein. Die übrigen Abteilungen treten seit 1990 als SG Robur Zittau an. Heute bietet der Verein unter anderem die Sportarten Badminton, Schwimmen und Wandern an.

## Badminton
Badminton ist im Verein eine Sportart mit einer langen und erfolgreichen Tradition. 1964 spielte Motor Zittau erstmals in der höchsten Spielklasse der DDR, wobei man sich bis 1971 in dieser Klasse halten konnte. 1984 und 1988 erfolgten Wiederaufstiege in die Oberliga, jedoch musste man die Spielklasse nach einem Jahr gleich wieder verlassen. Nach der Wende startete Robur mehrfach in der 2. Bundesliga.

### Erfolge
| Saison    | Veranstaltung                    | Disziplin    | Platz | Name |
| --------- | -------------------------------- | ------------ | ----- | --- |
| 1966/1967 | DDR-Einzelmeisterschaft          | Mixed        | 3     | Horst Hensel / Gudrun Plaxin (Motor Zittau)                                                                                                |
| 1966/1967 | DDR-Mannschaftsmeisterschaft     | Mannschaft   | 2     | Motor Zittau (Horst Hensel, Gottlieb Plaxin, Wieland Pilz, Bernd Taubert, Klaus Engelmann, Rainer Ullrich, Gudrun Hensel, Brigitte Plaxin) |
| 1966/1967 | DDR-Einzelmeisterschaft          | Dameneinzel  | 3     | Gudrun Hensel (Motor Zittau) |
| 1966/1967 | DDR-Einzelmeisterschaft          | Herrendoppel | 3     | Bernd Taubert / Klaus Engelmann (Motor Zittau)                                                                                             |
| 1966/1967 | DDR-Einzelmeisterschaft          | Damendoppel  | 3     | Brigitte Plaxin / Gudrun Hensel (Motor Zittau)                                                                                             |
| 1967/1968 | DDR-Einzelmeisterschaft          | Mixed        | 3     | Claus Stegner / Dörthe Erhard (Motor Zittau / Lok Dresden)                                                                                 |
| 1967/1968 | DDR-Einzelmeisterschaft          | Dameneinzel  | 3     | Gudrun Hensel (Motor Zittau) |
| 1967/1968 | DDR-Mannschaftsmeisterschaft     | Mannschaft   | 2     | Motor Zittau (Horst Hensel, Gottlieb Plaxin, Wieland Pilz, Claus Stegner, Rainer Ullrich, Gudrun Hensel, Andrea Reichel, Brigitte Plaxin)  |
| 1969/1970 | DDR-Einzelmeisterschaft          | Damendoppel  | 3     | Brigitte Plaxin / Gudrun Hensel (Motor Robur Zittau)                                                                                       |
| 1998/1999 | Deutsche Einzelmeisterschaft O32 | Herreneinzel | 2     | Holger Wippich (SG Robur Zittau) |
| 2000/2001 | Deutsche Einzelmeisterschaft O32 | Mixed        | 1     | Holger Wippich / Elke Hofmann (SG Robur Zittau / Radebeuler BV)                                                                            |
| 2000/2001 | Deutsche Einzelmeisterschaft O32 | Herreneinzel | 2     | Holger Wippich (SG Robur Zittau) |
| 2002/2003 | Deutsche Einzelmeisterschaft O35 | Mixed        | 2     | Holger Wippich / Elke Hofmann (SG Robur Zittau / Radebeuler BV)                                                                            |
| 2002/2003 | Deutsche Einzelmeisterschaft O35 | Dameneinzel  | 1     | Gundel Hinke (SG Robur Zittau) |
| 2003/2004 | Deutsche Einzelmeisterschaft O35 | Herreneinzel | 1     | Holger Wippich (SG Robur Zittau) |
| 2004/2005 | Deutsche Einzelmeisterschaft U17 | Damendoppel  | 2     | Stefanie Arns / Julia Engelhardt (SSV Waghäusel / Robur Zittau)                                                                            |
| 2004/2005 | Deutsche Einzelmeisterschaft U17 | Mixed        | 2     | Stefan Adam / Julia Engelhardt (Robur Zittau)                                                                                              |
| 2005/2006 | Deutsche Einzelmeisterschaft O40 | Dameneinzel  | 1     | Holger Wippich (SG Robur Zittau) |
| 2005/2006 | Deutsche Einzelmeisterschaft O40 | Herreneinzel | 2     | Holger Wippich (SG Robur Zittau) |
| 2006/2007 | Deutsche Einzelmeisterschaft O40 | Damendoppel  | 2     | Gundel Hinke / Elke Hofmann (SG Robur Zittau / Radebeuler BV)                                                                              |
| 2006/2007 | Deutsche Einzelmeisterschaft O40 | Herreneinzel | 2     | Holger Wippich (SG Robur Zittau) |
| 2006/2007 | Deutsche Einzelmeisterschaft O40 | Mixed        | 1     | Holger Wippich / Christine Skropke (SG Robur Zittau / SC Bayer 05 Uerdingen)                                                               |
| 2007/2008 | Deutsche Einzelmeisterschaft O40 | Mixed        | 2     | Thomas Dittrich / Gundel Hinke (TSV Diedorf / SG Robur Zittau)                                                                             |
| 2007/2008 | Deutsche Einzelmeisterschaft O40 | Damendoppel  | 2     | Elke Cramer / Gundel Hinke (TV Dillingen / SG Robur Zittau)                                                                                |
| 2007/2008 | Deutsche Einzelmeisterschaft O40 | Mixed        | 1     | Holger Wippich / Christine Skropke (SG Robur Zittau / SC Bayer 05 Uerdingen)                                                               |

## Fußball

### Ligazugehörigkeiten
- Landesliga Sachsen: 1949–52
- Bezirksliga Dresden: 1952–62, 1963–78, 1979–81, 1982–90
- II. DDR-Liga: 1962/63
- DDR-Liga: 1978/79, 1981/82

## Gewichtheben
Manfred Rieger erkämpfte in den 1960er Jahren zahlreiche Titel im 1. Schwergewicht und im Superschwergewicht für Motor Zittau. Im Leichtschwergewicht und Mittelgewicht waren Werner Dittrich und Karl Arnold mehrfach erfolgreich. Im Fliegengewicht siegte 1970 Rolf Pinkert, im Federgewicht 1972 J. Zahn.

## Radsport
Bei den DDR-Meisterschaften im Sprint der Herren auf der Bahn gewann R. Nitzsche 1951 und 1954 Gold. Im Zweier-Mannschaftsfahren siegten 1952 Nitzsche/Rölke und im 4000-Meter-Verfolgungsfahren die BSG Motor Zittau.

## Rodeln
Gottfried Förster und Helmut Teifel gewannen für Motor Zittau bei den DDR-Meisterschaften 1959 Silber und Bronze.

## Schwimmen
Die Ursprünge der Schwimmabteilung gehen auf den am 6. Mai 1908 gegründeten Schwimmklub Neptun zurück. 1984, 1985 und 1987 erhält die Abteilung die Auszeichnung als Vorbildliche Sektion des DSSV.

## Sportakrobatik
In der Sportakrobatik gewann Motor Zittau bei den Paaren (Herren) von 1955 bis 1958 fünf Titel in Folge. Im Solo der Damen war 1956 R. Walkstein erfolgreich.